# حمیده اسماعیل‌نژاد
حمیده اسماعیل نژاد (زاده ۱ مرداد ۱۳۷۶ در سبزوار) دونده و عضو تیم ملی دو و میدانی زنان ایران است. اسماعیل نژاد در رشته سرعت از رده سنی نوجوانان، عضو تیم ملی دو و میدانی زنان ایران بوده است و در کارنامه او، کسب مدال طلا، نقره و برنز در ماده‌های صدمتر و دویست‌متر در مسابقات بین‌المللی به چشم می‌خورد. همچنین وی توانست در مسابقات دو و میدانی بین‌المللی ارزروم ترکیه، رکورد دوی صدمتر زنان ایران بشکند و بالاتر از فرزانه فصیحی، رکورد را ۱۱.۴۳ ثانيه به نام خود به‌ثبت رساند.
اسماعیل نژاد در مسابقات جایزه بزرگ دو و میدانی در بخش زنان که در تهران برگزار شد، توانست رکورد ۱۱.۲۸ ثانیه را هم به نام خود ثبت کند و بالاتر از فرزانه فصیحی به مدال طلا رسید اما رکورد این او به دلیل سرعت بیش از حد استاندارد که ۲ متر بر ثانیه بود، ثبت نشد.
او در دور مقدماتی ماده ۱۰۰ متر مسابقات دو و میدانی قهرمانی آسیا که به میزبانی بانکوک تایلند برگزار شد، موفق شد با ثبت حد نصاب ۱۱.۳۳ ثانیه رکورد ملی را بار دیگر ارتقا بدهد.

## افتخارات
- مدال برنز جام کازانوف قزاقستان در ماده ۱۰۰ متر (آلماتی ۲۰۱۹)
- مدال نقره جام کازانوف قزاقستان در ماده ۲۰۰ متر (آلماتی ۲۰۱۹)
- مدال برنز جام کازانوف قزاقستان در ماده ۴ در ۱۰۰ متر (آلماتی ۲۰۱۹)
- مدال نقره مسابقات قهرمانی دو و میدانی داخل سالن آسیا (تهران ۲۰۲۰)
- مدال برنز مسابقات دو و میدانی بین‌المللی ترکیه (ارزروم ۲۰۲۱)
- مدال طلا مسابقات دو و میدانی بین‌المللی ترکیه (ارزروم ۲۰۲۳)
- شکستن رکورد دو و میدانی ایران در ماده ۱۰۰ متر زنان (با ثبت زمان ۱۱.۴۳ ثانیه)